# Braampolder
De Braampolder is een voormalig interprovinciaal waterschap in de provincies Groningen en Drenthe.
Het waterschap, dat voor 10 ha in Drenthe en voor 10 ha in Groningen lag, had een molen die uitsloeg op de zuidelijkste wijk van het Kielsterdiep. 
Waterstaatkundig gezien ligt het gebied sinds 2000 binnen dat van het waterschap Hunze en Aa's.